# Hatem Ghoula
Hatem Ghoula (em árabe:حاتم غولة, Paris, França, 7 de junho de 1973) é um atleta tunisino, especialista em provas de marcha atlética.